# Rubus alpestris
Rubus alpestris är en rosväxtart som beskrevs av Carl Ludwig von Blume. Rubus alpestris ingår i släktet rubusar, och familjen rosväxter. Inga underarter finns listade i Catalogue of Life.